# 山口県道109号白木山線
山口県道109号白木山線（やまぐちけんどう109ごう しらきやません）は、山口県大島郡周防大島町を通る一般県道である。

## 概要
白木山中腹から国道437号に至る。山口県が過去に発行した資料の中には「白木山公園線」と記載しているものがあるが、一度も路線名称が変更された記録はない。

### 路線データ
- 起点：大島郡周防大島町大字西方（白木山中腹）
- 終点：大島郡周防大島町大字西方（国道437号交点）

## 歴史
- 1965年（昭和40年）4月1日 - 山口県告示第214号により認定される。
- 1972年（昭和47年）頃 - 現行の県道番号に変更される。
- 2004年（平成16年）10月1日 - 大島郡の全4町（大島町・久賀町・橘町・東和町）が対等合併して大島郡周防大島町が成立したことに伴い、全区間が大島郡周防大島町域を通る路線になる。

## 地理

### 通過する自治体
- 大島郡周防大島町

### 交差する道路
| 交差する道路 | 交差する場所 | 交差する場所 |
| ------------ | ------------ | ------------ |
| 国道437号    | 大字西方     | 終点         |

### 沿線
- 白木山
- 周防大島町陸上競技場
- 道の駅サザンセトとうわ